# ジーベック (アニメ制作会社)
株式会社ジーベック（英: XEBEC Inc.）は、かつて存在した日本のアニメ制作会社。株式会社IGポートの完全子会社であった。

## 歴史
1994年、プロダクション・アイジー（Production I.G）と葦プロダクションが共同制作したテレビアニメ『BLUE SEED』で葦プロダクション側の制作プロデューサーだった取締役の下地志直、文芸担当の佐藤徹（南極二郎）、アニメーターの羽原信義の3名のスタッフらと共に1995年5月1日にProduction I.Gの子会社として東京都国分寺市に設立。
1995年10月3日、第1作目『爆れつハンター』を制作。1996年、『爆走兄弟レッツ&ゴー!!』と『機動戦艦ナデシコ』を制作した。『爆走兄弟レッツ&ゴー!!』の制作以降、小学館および小学館集英社プロダクションとの取引関係は続き、小学館『コロコロコミック』とタイアップされたゲームソフト・玩具に関連したアニメーション作品を多数制作している。
1999年9月4日、『ゾイド -ZOIDS-』を制作。手書きによるアニメーションと3DCGの融合を成し遂げた。2002年、関連会社として東京都西東京市田無町に株式会社Triple Aを設立した。
2003年、元スタジオZ5の本橋秀之らを迎え入れ、東京都練馬区関町に制作スタジオ「XEBEC M2」を設立。『ぺとぺとさん』（2005年）はXEBEC M2の名義で元請制作した。
2005年、保有株式の売却によりTriple Aとの資本関係を解消。2006年4月8日、初の全編3DCG作品『サルゲッチュ 〜オンエアー〜』を制作した。
2007年11月1日、Production I.Gの持株会社化に伴い、持株会社IGポートの連結子会社となる。
2009年、本橋が退社したことによりXEBEC M2が解散。一部スタッフは練馬スタジオ「XEBECzwei」（東京都練馬区石神井台）に転属した。
2010年、本社を東京都国分寺市南町3丁目22番31号南ビル5Fから親会社であるProduction I.Gが本社を置いていた同市南町3丁目4番5号INGビルへ集約。
2015年、連続テレビアニメシリーズ『蒼穹のファフナー EXODUS』の元請制作を「XEBECzwei」名義で行った。これよりOLMと共同で制作元請を担当する作品が増え、解散までの最末期はこれが続いた。
2016年、本社を東京都西東京市西原町1丁目4番1号鵜野ビルへ移転。
2018年11月20日、ポストプロダクション部門を除く映像制作事業をサンライズ（現・バンダイナムコフィルムワークス）に譲渡すると発表。その後、一部の部門はIGポートグループに留まる形に変更され、撮影部門および『蒼穹のファフナー THE BEYOND』を制作中の練馬スタジオ「XEBECzwei」（組織改編後は「IGzwei」に変更、その後閉鎖しプロダクション・アイジーへ合流）はプロダクション・アイジーに、仕上部門と2010年8月31日に倒産したグループ・タックから引き継いでOLMと共同で制作を続けていた『はなかっぱ』はシグナル・エムディに移管されたが、後にOLMの単独製作に移行された。また、ジーベック制作作品の著作権は引き続きIGポートグループが保有した。
2019年6月1日付でProduction I.Gに吸収合併され、法人としてのXEBECは解散し、同年8月8日にXEBECの法人格を消滅した。XEBECの知的財産権・公式サイトをProduction I.Gが継承。そのため、2021年11月5日に劇場先行上映開始した『蒼穹のファフナー THE BEYOND』（第10・11・12話）が、XEBECzwei名義で制作が行われる最後の作品となった。
なお、サンライズ（ → バンダイナムコフィルムワークス）に移譲された映像制作事業は2019年4月1日付で同社の設立する新会社「株式会社SUNRISE BEYOND」に事業が継承され、取締役には羽原が就任した。同じく創業者の下地は同年設立されたstudio MOTHER株式会社の代表取締役に就任している。

## 作品

### テレビアニメ
| 開始年 | 放送期間          | タイトル                                                | 制作スタジオ | 監督                        | アニメーション プロデューサー      | 備考                                                        |
| ------ | ----------------- | ------------------------------------------------------- | ------------ | --------------------------- | ---------------------------------- | ----------------------------------------------------------- |
| 1995年 | 10月 - 1996年3月  | 爆れつハンター                                          | XEBEC        | 真下耕一                    | 佐藤徹                             |                                                             |
| 1996年 | 1月 - 12月        | 爆走兄弟レッツ&ゴー!!                                   | XEBEC        | アミノテツロー              | 下地志直 佐藤徹 丸川直子           |                                                             |
| 1996年 | 10月 - 1997年3月  | 機動戦艦ナデシコ                                        | XEBEC        | 佐藤竜雄                    | 佐藤徹                             |                                                             |
| 1997年 | 1月 - 12月        | 爆走兄弟レッツ&ゴー!!WGP                                | XEBEC        | 加戸誉夫                    | 下地志直 佐藤徹 丸川直子           |                                                             |
| 1998年 | 1月 - 12月        | 爆走兄弟レッツ&ゴー!!MAX                                | XEBEC        | 加戸誉夫                    | 下地志直 佐藤徹 丸川直子           |                                                             |
| 1998年 | 10月 - 1999年3月  | 快傑蒸気探偵団 TV ANIMATION SERIES                      | XEBEC        | 村山靖                      | はばらのぶよし                     |                                                             |
| 1998年 | 11月 - 1999年9月  | 超速スピナー                                            | XEBEC        | 加戸誉夫                    | 山本俊一 丸川直子                  |                                                             |
| 1999年 | 1月 - 10月        | 爆球連発!!スーパービーダマン                            | XEBEC        | 日下直義                    | 千野孝敏 佐藤徹                    | 初のデジタル制作作品                                        |
| 1999年 | 4月 - 2000年2月   | スージーちゃんとマービー                                | XEBEC        | 貞光紳也                    | はばらのぶよし                     |                                                             |
| 1999年 | 9月 - 2000年12月  | ゾイド -ZOIDS-                                          | XEBEC        | 加戸誉夫                    | 下地志直 佐藤徹 千野孝敏 →平松巨規 |                                                             |
| 1999年 | 10月 - 2000年3月  | 地球防衛企業ダイ・ガード                                | XEBEC        | 水島精二                    | 千野孝敏                           |                                                             |
| 2000年 | 1月 - 3月         | 女神候補生                                              | XEBEC        | 本郷みつる                  | 佐藤徹                             |                                                             |
| 2000年 | 4月 - 9月         | ラブひな                                                | XEBEC        | 岩崎良明                    | 下地志直                           |                                                             |
| 2001年 | 1月 - 6月         | ZOIDS新世紀Ø                                            | XEBEC        | 加戸誉夫                    | 千野孝敏                           |                                                             |
| 2001年 | 1月 - 3月         | テイルズ オブ エターニア THE ANIMATION                  | XEBEC        | うえだしげる                | 千野孝敏                           | アニメーション制作協力：Production I.G                      |
| 2001年 | 7月 - 2002年9月   | シャーマンキング                                        | XEBEC        | 水島精二                    | 千野孝敏                           |                                                             |
| 2002年 | 3月 - 2003年3月   | ロックマンエグゼ                                        | XEBEC        | 加戸誉夫                    | 山本俊一 丸川直子                  |                                                             |
| 2002年 | 7月 - 12月        | 陸上防衛隊まおちゃん                                    | XEBEC        | 岩崎良明                    | 平松巨規                           |                                                             |
| 2003年 | 4月 - 9月         | D・N・ANGEL                                             | XEBEC        | 羽原信義                    | 平松巨規                           |                                                             |
| 2003年 | 4月 - 9月         | 宇宙のステルヴィア                                      | XEBEC        | 佐藤竜雄                    | 千野孝敏                           |                                                             |
| 2003年 | 10月 - 12月       | 瓶詰妖精                                                | XEBEC        | 岩崎良明                    | 平松巨規                           |                                                             |
| 2003年 | 10月 - 2004年3月  | さいころボット コンボック                               | XEBEC        | 箕ノ口克己                  | N/A                                | オリジナルストーリー・日本語版制作、元請：CINEPIX（韓国）   |
| 2003年 | 10月 - 2004年9月  | ロックマンエグゼAXESS                                   | XEBEC        | 加戸誉夫                    | 千野孝敏                           |                                                             |
| 2004年 | 7月 - 12月        | 蒼穹のファフナー                                        | XEBEC        | 羽原信義                    | 千野孝敏 能戸隆                    |                                                             |
| 2004年 | 10月 - 2005年9月  | ロックマンエグゼStream                                  | XEBEC        | 加戸誉夫                    | 千野孝敏                           |                                                             |
| 2005年 | 1月 - 6月         | 魔法先生ネギま!                                         | XEBEC        | 宮崎なぎさ 羽原信義         | 千野孝敏                           |                                                             |
| 2005年 | 4月 - 9月         | エレメンタル ジェレイド                                 | XEBEC        | うえだしげる                | 森見秀史                           |                                                             |
| 2005年 | 7月 - 10月        | ぺとぺとさん                                            | XEBEC M2     | 西森章                      | 本橋秀之                           |                                                             |
| 2005年 | 10月 - 2006年4月  | ロックマンエグゼBEAST                                   | XEBEC        | 加戸誉夫                    | 千野孝敏                           |                                                             |
| 2005年 | 12月 - 2006年9月  | ディノブレイカー                                        | XEBEC        | 神谷純                      | 下地志直                           |                                                             |
| 2005年 | 12月29日          | 蒼穹のファフナー RIGHT OF LEFT                          | XEBEC        | 羽原信義                    | 千野孝敏 能戸隆                    |                                                             |
| 2006年 | 4月 - 10月        | ザ・サード 〜蒼い瞳の少女〜                             | XEBEC        | 神谷純                      | 千野孝敏 能戸隆                    |                                                             |
| 2006年 | 4月 - 9月         | サルゲッチュ 〜オンエアー〜                             | XEBEC        | はばらのぶよし              | 下地志直                           | 共同制作：小学館ミュージック&デジタル エンタテイメント      |
| 2006年 | 10月 - 2006年4月  | ロックマンエグゼBEAST+                                  | XEBEC        | 加戸誉夫                    | 千野孝敏                           |                                                             |
| 2006年 | 10月 - 2007年10月 | 流星のロックマン                                        | XEBEC        | 加戸誉夫                    | 千野孝敏                           |                                                             |
| 2006年 | 10月 - 2007年9月  | サルゲッチュ 〜オンエアー〜 2nd                         | XEBEC        | 神谷純                      | 下地志直                           | 共同制作：小学館ミュージック&デジタル エンタテイメント      |
| 2006年 | 10月 - 2007年3月  | 武装錬金                                                | XEBEC        | 加戸誉夫                    | 千野孝敏 西沢正智                  |                                                             |
| 2007年 | 3月 - 6月         | ひとひら                                                | XEBEC M2     | 西森章                      | 本橋秀之                           |                                                             |
| 2007年 | 4月 - 9月         | Over Drive                                              | XEBEC        | 加戸誉夫                    | 千野孝敏 西沢正智 熊谷拓登         |                                                             |
| 2007年 | 4月 - 9月         | ヒロイック・エイジ                                      | XEBEC        | 能戸隆（総） 鈴木利正       | 千野孝敏 能戸隆                    |                                                             |
| 2007年 | 7月 - 9月         | ZOMBIE-LOAN                                             | XEBEC M2     | 西森章                      | 本橋秀之                           |                                                             |
| 2007年 | 11月 - 2008年3月  | 流星のロックマン トライブ                               | XEBEC        | 加戸誉夫                    | 千野孝敏                           |                                                             |
| 2008年 | 2月 - 7月         | Mnemosyne-ムネモシュネの娘たち-                         | XEBEC        | うえだしげる                | 千野孝敏                           |                                                             |
| 2008年 | 4月 - 6月         | かのこん                                                | XEBEC        | 大槻敦史                    | 千野孝敏                           |                                                             |
| 2008年 | 4月 - 9月         | To LOVEる -とらぶる-                                    | XEBEC        | 加戸誉夫                    | 千野孝敏                           |                                                             |
| 2008年 | 10月 - 12月       | 今日の5の2                                              | XEBEC        | 長澤剛                      | 能戸隆                             |                                                             |
| 2009年 | 4月 - 9月         | PandoraHearts                                           | XEBEC        | 加戸誉夫                    | 千野孝敏                           |                                                             |
| 2010年 | 1月 - 3月         | れでぃ×ばと!                                            | XEBEC        | 大槻敦史                    | 草壁匠                             |                                                             |
| 2010年 | 9月 - 2019年1月   | はなかっぱ                                              | XEBEC        | のなかかずみ                | 小山慎 西沢正智                    | 事業譲渡まで制作後はシグナル・エムディへ移行、共同制作：OLM |
| 2010年 | 10月 - 12月       | えむえむっ!                                             | XEBEC        | 長澤剛                      | 千野孝敏                           |                                                             |
| 2010年 | 10月 - 12月       | もっとTo LOVEる -とらぶる-                              | XEBEC        | 大槻敦史                    | 草壁匠                             |                                                             |
| 2011年 | 1月 - 3月         | Rio RainbowGate!                                        | XEBEC        | 加戸誉夫                    | 能戸隆                             |                                                             |
| 2011年 | 4月 - 6月         | そふてにっ                                              | XEBEC        | 上坪亮樹                    | 千野孝敏                           |                                                             |
| 2011年 | 4月 - 7月         | 変ゼミ                                                  | XEBEC        | 加戸誉夫                    | 能戸隆                             |                                                             |
| 2012年 | 1月 - 3月         | 輪廻のラグランジェ                                      | XEBEC        | 佐藤竜雄（総） 鈴木利正     | 千野孝敏                           | 第1期                                                       |
| 2012年 | 7月 - 9月         | 輪廻のラグランジェ                                      | XEBEC        | 佐藤竜雄（総） 鈴木利正     | 千野孝敏                           | 第2期                                                       |
| 2012年 | 4月 - 6月         | 這いよれ! ニャル子さん                                  | XEBEC        | 長澤剛                      | 西沢正智                           |                                                             |
| 2012年 | 7月 - 9月         | うぽって!!                                              | XEBEC        | 加戸誉夫                    | 草壁匠                             |                                                             |
| 2012年 | 10月 - 12月       | To LOVEる -とらぶる- ダークネス                         | XEBEC        | 大槻敦史                    | 草壁匠                             |                                                             |
| 2013年 | 4月 - 9月         | 宇宙戦艦ヤマト2199                                      | XEBEC        | 出渕裕（総） 榎本明広       | 下地志直                           | 2012年より劇場先行上映、共同制作：AIC（ - 先行上映第三章）  |
| 2013年 | 4月 - 6月         | 這いよれ! ニャル子さんW                                 | XEBEC        | 長澤剛                      | 西沢正智                           |                                                             |
| 2013年 | 10月2日           | ポケットモンスター THE ORIGIN                           | XEBEC        | 黒田幸生 高橋秀弥           | 加藤浩幸 黒木類 西沢正智           | 共同制作：Production I.G、OLM                               |
| 2014年 | 1月 - 2015年4月   | フューチャーカード バディファイト                       | XEBEC        | 池田重隆                    | 西沢正智 会川慎吾                  | 共同制作：OLM                                               |
| 2014年 | 1月 - 3月         | マケン姫っ!通                                           | XEBEC        | 金子ひらく                  | 草壁匠                             |                                                             |
| 2014年 | 4月 - 6月         | ブレイクブレイド                                        | XEBEC        | アミノテツロ（総） 羽原信義 | 下地志直                           | 共同制作：Production I.G                                    |
| 2014年 | 4月 - 2015年3月   | オレカバトル                                            | XEBEC        | アミノテツロ                | 千野孝敏                           | 共同制作：OLM                                               |
| 2014年 | 7月 - 12月        | 白銀の意思 アルジェヴォルン                             | XEBEC        | 大槻敦史                    | N/A                                |                                                             |
| 2014年 | 7月 - 9月         | 東京ESP                                                 | XEBEC        | 高柳滋仁                    | 小山剛弘                           |                                                             |
| 2015年 | 1月 - 4月         | 蒼穹のファフナー EXODUS                                 | XEBECzwei    | 能戸隆（総） 羽原信義       | 草壁匠                             | 第1クール                                                   |
| 2015年 | 10月 - 12月       | 蒼穹のファフナー EXODUS                                 | XEBECzwei    | 能戸隆（総） 羽原信義       | 草壁匠                             | 第2クール                                                   |
| 2015年 | 4月 - 6月         | トリアージX                                             | XEBEC        | 高見明男 加戸誉夫           | 下地志直 草壁匠                    |                                                             |
| 2015年 | 4月 - 2016年3月   | フューチャーカード バディファイト100                    | XEBEC        | 池田重隆                    | 会川慎吾                           | 共同制作：OLM                                               |
| 2015年 | 7月 - 10月        | To LOVEる -とらぶる- ダークネス 2nd                     | XEBEC        | 大槻敦史                    | 小山剛弘                           |                                                             |
| 2016年 | 4月 - 2017年3月   | フューチャーカード バディファイトDDD                    | XEBEC        | 池田重隆                    | 会川慎吾                           | 共同制作：OLM                                               |
| 2016年 | 10月 - 12月       | 競女!!!!!!!!                                            | XEBEC        | 髙橋秀弥                    | 西沢正智                           |                                                             |
| 2017年 | 1月 - 4月         | BanG Dream!                                             | XEBEC        | 大槻敦史                    | 千野孝敏                           | 共同制作：ISSEN                                             |
| 2017年 | 4月 - 6月         | クロックワーク・プラネット                              | XEBEC        | 長澤剛                      | 西沢正智                           |                                                             |
| 2017年 | 4月 - 2018年3月   | フューチャーカード バディファイトX                      | XEBEC        | 池田重隆                    | 高木秀仁                           | 共同制作：OLM                                               |
| 2018年 | 4月 - 5月         | フューチャーカード バディファイトX オールスターファイト | XEBEC        | 池田重隆                    | 高木秀仁                           | 共同制作：OLM                                               |
| 2018年 | 4月 - 6月         | フルメタル・パニック! Invisible Victory                 | XEBEC        | 中山勝一                    | 小山剛弘                           |                                                             |
| 2018年 | 7月               | フルメタル・パニック! Invisible Victory                 | XEBEC        | 中山勝一                    | 小山剛弘                           | 第11・12話                                                  |
| 2018年 | 6月 - 2019年4月   | フューチャーカード 神バディファイト                     | XEBEC        | 加戸誉夫                    | 草壁匠                             | 共同制作：OLM                                               |
| 2018年 | 7月 - 9月         | ゆらぎ荘の幽奈さん                                      | XEBEC        | 長澤剛                      | 皆川護                             |                                                             |

### 劇場アニメ
| 公開年 | タイトル                                                                                   | 監督                        | アニメーション プロデューサー | 共同制作            |
| ------ | ------------------------------------------------------------------------------------------ | --------------------------- | ----------------------------- | ------------------- |
| 1997年 | 爆走兄弟レッツ&ゴー!!WGP 暴走ミニ四駆大追跡!                                               | アミノテツロー              | 下地志直 丸川直子             |                     |
| 1998年 | 機動戦艦ナデシコ -The prince of darkness-                                                  | 佐藤竜雄                    | 下地志直                      |                     |
| 2005年 | ロックマンエグゼ 光と闇の遺産                                                              | 加戸誉夫                    | 千野孝敏                      |                     |
| 2008年 | 劇場版MAJOR メジャー 友情の一球                                                            | 加戸誉夫                    | 西沢正智                      |                     |
| 2010年 | ブレイク ブレイド                                                                          | アミノテツロ（総） 羽原信義 | 下地志直                      | Production I.G      |
| 2010年 | 蒼穹のファフナー HEAVEN AND EARTH                                                          | 能戸隆（総） 鈴木利正       | 千野孝敏                      |                     |
| 2011年 | 劇場版ポケットモンスター ベストウイッシュ ビクティニと黒き英雄 ゼクロム・白き英雄 レシラム | 湯山邦彦                    | 神田修吉                      | Production I.G、OLM |
| 2013年 | 映画はなかっぱ 花さけ! パッカ〜ん♪ 蝶の国の大冒険                                          | のなかかずみ                | 西沢正智                      | OLM                 |
| 2014年 | 宇宙戦艦ヤマト2199 星巡る方舟                                                              | 出渕裕（総） 別所誠人       | 下地志直 小山剛弘             |                     |
| 2017年 | 宇宙戦艦ヤマト2202 愛の戦士たち                                                            | 羽原信義                    | 小松紘起                      |                     |

### OVA
| 発売年 | タイトル                      | 制作スタジオ | 監督                    | アニメーション プロデューサー | 備考 |
| ------ | ----------------------------- | ------------ | ----------------------- | ----------------------------- | --- |
| 1996年 | 元祖 爆れつハンター           | XEBEC        | 加戸誉夫                | 佐藤徹                        | -1997年 |
| 1998年 | BLUE SEED2                    | XEBEC        | 村山靖                  | 下地志直                      | 第3巻 |
| 1998年 | ゲキ・ガンガー3 熱血大決戦!!  | XEBEC        | 佐藤竜雄                | N/A                           | |
| 2002年 | ラブひな Again                | XEBEC        | 岩崎良明                | 平松巨規                      | |
| 2005年 | 魔女っ娘つくねちゃん          | XEBEC        | 桜井弘明                | N/A                           | -2006年 |
| 2008年 | ぷちえゔぁ                    | XEBEC        | 桜井弘明                | N/A                           | 第2巻 |
| 2009年 | To LOVEる -とらぶる- OVA      | XEBEC        | 加戸誉夫                | 千野孝敏                      | -2010年 |
| 2009年 | かのこん〜真夏の大謝肉祭〜    | XEBEC        | 大槻敦史                | 千野孝敏 草壁匠               | |
| 2009年 | 今日の5の2 放課後             | XEBEC        | 長澤剛                  | 能戸隆                        | |
| 2010年 | 変ゼミ                        | XEBEC        | 上坪亮樹                | 能戸隆                        | |
| 2012年 | 輪廻のラグランジェ 鴨川デイズ | XEBEC        | 佐藤竜雄（総） 鈴木利正 | 千野孝敏                      | |
| 2014年 | ファンタジスタ ステラ         | XEBEC        | 高橋秀弥                | 会川慎悟                      | |
| 2015年 | 這いよれ! ニャル子さんF       | XEBEC        | 長澤剛                  | 西沢正智                      | |
| 2017年 | ブラッククローバー            | XEBECzwei    | 能戸隆                  | N/A                           | |
| 2018年 | ゆらぎ荘の幽奈さん            | XEBEC        | 長澤剛                  | 皆川護                        | |
| 2019年 | 蒼穹のファフナー THE BEYOND   | XEBECzwei    | 能戸隆                  | N/A                           | -2021年、当初XEBECzwei名義で制作が行われていたが、XEBECの事業再編に伴い、2019年4月1日にIGzweiに制作が引き継がれている |

### ゲーム内アニメパート
| 発売年 | タイトル                                        | 機種                                       |
| ------ | ----------------------------------------------- | ------------------------------------------ |
| 1996年 | 爆れつハンター まあじゃんすぺしゃる             | PlayStation                                |
| 1996年 | 爆れつハンター                                  | セガサターン                               |
| 1996年 | はるかぜ戦隊Vフォース                           | PlayStation・セガサターン                  |
| 1996年 | ロックマン8 メタルヒーローズ                    | PlayStation・セガサターン                  |
| 1997年 | 機動戦艦ナデシコ〜やっぱり最後は『愛が勝つ』?〜 | セガサターン                               |
| 1997年 | ロックマンX4                                    | PlayStation・セガサターン                  |
| 1998年 | お嬢様特急                                      | PlayStation・セガサターン                  |
| 1998年 | 機動戦艦ナデシコ The blank of 3years            | セガサターン                               |
| 1999年 | 機動戦艦ナデシコ〜NADESICO THE MISSION〜        | ドリームキャスト                           |
| 2002年 | 湾岸ミッドナイト                                | PlayStation 2                              |
| 2005年 | killer7                                         | ニンテンドー ゲームキューブ・PlayStation 2 |
| 2005年 | イレギュラーハンターX                           | PlayStation Portable                       |
| 2008年 | スカイ・クロラ イノセン・テイセス               | Wii                                        |

### 制作協力
| 年     | タイトル                                                                    | 担当スタジオ   | 制作元請                                     | 備考                             |
| ------ | --------------------------------------------------------------------------- | -------------- | -------------------------------------------- | -------------------------------- |
| 1995年 | モジャ公                                                                    | XEBEC          | OLM                                          | -1997年、各話アニメーション協力  |
| 1997年 | 新世紀エヴァンゲリオン劇場版 シト新生                                       | XEBEC          | Production I.G、GAINAX                       | 動画・仕上げ                     |
| 1997年 | 新世紀エヴァンゲリオン劇場版 Air/まごころを、君に                           | XEBEC          | Production I.G、GAINAX                       | 動画                             |
| 1997年 | VIRUS ‐VIRUS BUSTER SERGE‐                                                  | XEBEC          | プラム                                       | 各話制作協力                     |
| 1998年 | 星方武侠アウトロースター                                                    | XEBEC          | サンライズ                                   | 各話制作協力                     |
| 1999年 | 宇宙海賊ミトの大冒険 2人の女王様                                            | XEBEC          | トライアングルスタッフ                       | 各話制作協力                     |
| 1999年 | アークザラッド                                                              | XEBEC          | ビィートレイン                               | 各話制作協力                     |
| 1999年 | ∀ガンダム                                                                   | XEBEC          | サンライズ                                   | -2000年、各話制作協力            |
| 2000年 | 闇の末裔                                                                    | XEBEC          | J.C.STAFF                                    | 各話制作協力                     |
| 2000年 | HAND MAID メイ                                                              | XEBEC          | TNK                                          | 各話制作協力                     |
| 2002年 | 満月をさがして                                                              | XEBEC          | スタジオディーン                             | -2003年、各話制作協力            |
| 2002年 | 攻殻機動隊 STAND ALONE COMPLEX                                              | Production I.G |                                              | -2003年、各話制作協力            |
| 2003年 | ロックマンエグゼAXESS                                                       | XEBEC M2       | XEBEC                                        | -2004年、各話制作協力            |
| 2004年 | 鋼の錬金術師                                                                | XEBEC          | BONES                                        | 各話制作協力                     |
| 2004年 | 美鳥の日々                                                                  | XEBEC M2       | ぴえろ                                       | 各話制作協力                     |
| 2004年 | 蒼穹のファフナー                                                            | XEBEC M2       | XEBEC                                        | 各話制作協力                     |
| 2004年 | 劇場版ポケットモンスター アドバンスジェネレーション 裂空の訪問者 デオキシス | XEBEC M2       | OLM                                          | アニメーション制作協力           |
| 2005年 | ゾイドジェネシス                                                            | XEBEC          | 小学館プロダクション                         | -2006年、各話制作協力            |
| 2005年 | SHUFFLE!                                                                    | XEBEC          | アスリード                                   | 各話制作協力                     |
| 2005年 | BLOOD+                                                                      | XEBEC          | Production I.G                               | -2006年、各話制作協力            |
| 2005年 | 魔法先生ネギま!                                                             | XEBEC M2       | XEBEC                                        | 制作協力                         |
| 2005年 | こてんこてんこ                                                              | XEBEC M2       | アイムーヴ                                   | -2006年、各話制作協力            |
| 2005年 | アイシールド21                                                              | XEBEC M2       | ぎゃろっぷ                                   | -2008年、各話制作協力            |
| 2005年 | うえきの法則                                                                | XEBEC M2       | スタジオディーン                             | -2006年、各話制作協力            |
| 2006年 | 桜蘭高校ホスト部                                                            | XEBEC M2       | BONES                                        | 各話制作協力                     |
| 2007年 | 天元突破グレンラガン                                                        | XEBEC          | GAINAX                                       | 各話制作協力                     |
| 2007年 | ナイトウィザード The ANIMATION                                              | XEBEC          | ハルフィルムメーカー                         | 各話制作協力                     |
| 2007年 | ヱヴァンゲリヲン新劇場版:序                                                 | XEBEC          | カラー                                       | 原画・動画協力                   |
| 2007年 | しおんの王                                                                  | XEBEC          | スタジオディーン                             | -2008年、各話制作協力            |
| 2007年 | デルトラクエスト                                                            | XEBEC M2       | OLM                                          | -2008年、各話制作協力            |
| 2007年 | ヒロイック・エイジ                                                          | XEBEC M2       | XEBEC                                        | 各話制作協力                     |
| 2008年 | あたしンち                                                                  | XEBEC          | シンエイ動画                                 | -2009年、各話制作協力            |
| 2008年 | ミチコとハッチン                                                            | XEBEC          | マングローブ                                 | -2009年、各話制作協力            |
| 2008年 | テイルズ オブ ジ アビス                                                     | XEBEC          | サンライズ                                   | -2009年、各話制作協力            |
| 2008年 | デトロイト・メタル・シティ                                                  | XEBEC          | STUDIO 4℃                                    | 各話制作協力                     |
| 2008年 | 喰霊-零-                                                                    | XEBEC          | アスリード、AICスピリッツ                    | 各話制作協力                     |
| 2008年 | デトロイト・メタル・シティ                                                  | XEBEC M2       | STUDIO 4℃                                    | 各話制作協力                     |
| 2008年 | みなみけ〜おかわり〜                                                        | XEBEC M2       | アスリード                                   | 各話制作協力                     |
| 2008年 | To LOVEる -とらぶる-                                                        | XEBEC M2       | XEBEC                                        | 各話制作協力                     |
| 2008年 | 名探偵コナン 戦慄の楽譜                                                     | XEBEC M2       | トムス・エンタテインメント                   | アニメーション制作協力           |
| 2008年 | 夏目友人帳                                                                  | XEBEC M2       | ブレインズ・ベース                           | 各話制作協力                     |
| 2009年 | 続 夏目友人帳                                                               | XEBEC          | ブレインズ・ベース                           | 各話制作協力                     |
| 2009年 | みなみけ おかえり                                                           | XEBEC          | アスリード                                   | 各話制作協力                     |
| 2009年 | ルパン三世VS名探偵コナン                                                    | XEBEC          | トムス・エンタテインメント                   | 制作協力                         |
| 2009年 | アスラクライン                                                              | XEBEC          | セブン・アークス                             | 各話制作協力                     |
| 2010年 | ケシカスくん                                                                | XEBEC          | 小学館ミュージック&デジタル エンタテイメント | 制作協力。2024年度の再放送を含む |
| 2010年 | HEROMAN                                                                     | XEBEC          | BONES                                        | 各話制作協力                     |
| 2010年 | 世紀末オカルト学院                                                          | XEBEC          | A-1 Pictures                                 | 各話制作協力                     |
| 2012年 | 宇宙戦艦ヤマト 復活篇 ディレクターズカット版                                | XEBEC          | ヤマトスタジオ                               | アニメーション協力               |
| 2012年 | ダンタリアンの書架                                                          | XEBEC          | GAINAX                                       | アニメーション制作協力           |
| 2012年 | 黒子のバスケ                                                                | XEBECzwei      | Production I.G                               | 各話制作協力                     |
| 2012年 | うぽって!!                                                                  | XEBECzwei      | XEBEC                                        | 各話制作協力                     |
| 2012年 | 輪廻のラグランジェ season2                                                  | XEBECzwei      | XEBEC                                        | 各話制作協力                     |
| 2012年 | To LOVEる -とらぶる- ダークネス                                             | XEBECzwei      | XEBEC                                        | 各話制作協力                     |
| 2013年 | 惡の華                                                                      | XEBEC          | ZEXCS                                        | 各話制作協力                     |
| 2013年 | THE UNLIMITED 兵部京介                                                      | XEBECzwei      | マングローブ                                 | 各話制作協力                     |
| 2013年 | 宇宙戦艦ヤマト2199                                                          | XEBECzwei      | XEBEC                                        | 各話制作協力                     |
| 2013年 | 翠星のガルガンティア                                                        | XEBECzwei      | Production I.G                               | 各話制作協力                     |
| 2014年 | 宇宙戦艦ヤマト2199 星巡る方舟                                               | XEBECzwei      | XEBEC                                        | 制作協力                         |
| 2016年 | ビッグオーダー                                                              | XEBEC          | アスリード                                   | 各話制作協力                     |
| 2016年 | カードファイト!! ヴァンガードG NEXT                                         | XEBEC          | OLM                                          | -2017年、各話制作協力            |
| 2016年 | それいけ!アンパンマン おもちゃの星のナンダとルンダ                          | XEBECzwei      | トムス・エンタテインメント                   | 動画                             |
| 2017年 | ひるね姫 〜知らないワタシの物語〜                                           | XEBEC          | シグナル・エムディ                           | 制作協力                         |

### その他
- おはガールちゅ!ちゅ!ちゅ! 3rdシングル サヨナラのかわりに2013 鉄拳パラパラコラボMV（2013年）[18]

## 関連人物

### アニメーター・演出家
- 浅賀和行
- 足立慎吾
- アミノテツロ
- 飯塚晴子
- 五十嵐紫樟
- 石川健朝
- 石原満
- 池上太郎
- 岩崎良明
- うえだしげる
- ウシロシンジ
- うのまこと
- 榎本明広
- 大槻敦史
- 大浪太
- 岡勇一
- 押山清高
- 小野和美

- 加藤はつえ
- 加藤雅之
- 加戸誉夫
- 上坪亮樹
- 神谷純
- 川元まりこ
- 菊田幸一
- 北田勝彦
- 日下直義
- 沓澤洋子
- 久保田誓
- 黒田幸生
- 後藤圭二
- 後藤潤二
- 小林千鶴
- 坂崎忠
- 崎山北斗
- 桜井弘明

- 佐藤竜雄
- 清水泰夫
- 鈴木利正
- 杉谷光一
- 世良悠子
- 孫承希
- 高品有桂
- 高橋秀弥
- 高見明男
- 滝山真哲
- 竹下良平
- 竹谷今日子
- 近岡直
- 鶴窪久子
- 中村里美
- 長澤剛
- 長屋侑利子
- 二瓶勇一

- 野本正幸
- 乘田拓茂
- 羽原信義
- 平牧大輔
- 古田誠
- 堀たえ子
- 前田明寿
- 松村拓哉
- みうらたけひろ
- 水島精二
- 村山靖
- 茂木信二郎
- 本橋秀之
- 森かい
- 柳沢まさひで
- 山岡信一
- 湯本佳典
- 月見里智弘

### 制作
- 草壁匠
- 小山剛弘
- 佐藤徹
- 下地志直
- 千野孝敏

- 西沢正智
- 能戸隆
- 三本隆二
- 森見秀史

### 脚本・文芸
- 荒川稔久
- 荒木憲一
- 石田健幸
- 小出克彦
- 小鹿りえ

- 関島眞頼
- 千葉克彦
- 松村ゆかり
- 丸川直子

### その他
- 青木隆
- 青木弘美
- 池田和代
- 関本美津子
- 中野剛

- 伴夏代
- 広瀬勝利
- 廣田剛
- 松岡珠江

## 同社スタッフ・OBが独立・起業・移籍した会社

### 現在
- アスリード - 制作を務めた平松巨規が2003年に設立。
- 叶音 - 制作を務めた熊谷拓登がテレビ東京メディアネット→グロービジョンを経て2010年に設立[19]。
- studioMOTHER - ボイジャーホールディングスが中心となり2019年に設立[20]。設立メンバーの一人である下地志直が2022年に亡くなるまで、代表取締役を務めたほか、一部スタッフが移籍している。

### 過去
- SUNRISE BEYOND - 2019年に映像制作事業を継承[8]。2024年付でバンダイナムコフィルムワークスに吸収合併され解散[21]。（羽原信義を含む）一部スタッフが移籍していた。